# Renesančna književnost
Renesančna književnost se je razvila v 14. stoletju v Italiji. Umetniki so bili zelo cenjeni in spoštovani, uveljavil se je pojem ustvarjalnega genija. Nastanek renesančne književnosti je povezan z razvojem humanizma. 
V literaturi so vzor sicer postali antični literarni motivi, oblike in zvrsti, vendar je tudi srednjeveška književnost zelo vplivala na renesančno (trubadurska lirika, sladki novi slog, viteški romani, srednjeveške zgodbe in farse so prispevali motive za renesančne literarne zvrsti).

## Vrste in zvrsti renesančne književnosti
Renesančna književnost je marsičem izhajala iz srednjeveške književnosti, ki pa so jo takratni avtorji nadgradili. V svoja dela so avtorji, ki so sicer prihajali le iz plemiških ali meščanskih krogov, vpletli renesančne ideje.

### Proza
Na razvoj novele je zelo vplival Giovanni Boccaccio, katerega najbolj znano delo, Dekameron, je sestavljeno iz sto novel.
Miguel de Cervantes Saavedra je z romanom Don Kihot nameraval parodirati popularne viteške romane, a je s svojim tragikomičnim prikazom temeljnih družbenih in humanističnih problemov ustvaril prvi novoveški roman.
Pogosti zvrsti sta tudi pastirski in pikaresni roman

### Lirika
Francesco Petrarca si je s soneti svoje pesniške zbirke Canzoniere zagotovil nesmrtnost. Pomembna pisca sonetov sta tudi Michelangelo Buonarroti in William Shakespeare.

### Dramatika
Najbolj znan renesančni dramatik je zagotovo William Shakespeare s svojimi tragedijami in komedijami Hamlet, Romeo in Julija, Macbeth ipd.

## Značilnosti renesanse
Pri Petrarki se pojavijo značilnosti čutne ljubezni, opusti duhovno ljubezen iz srednjega veka.